# Ona de Moreton

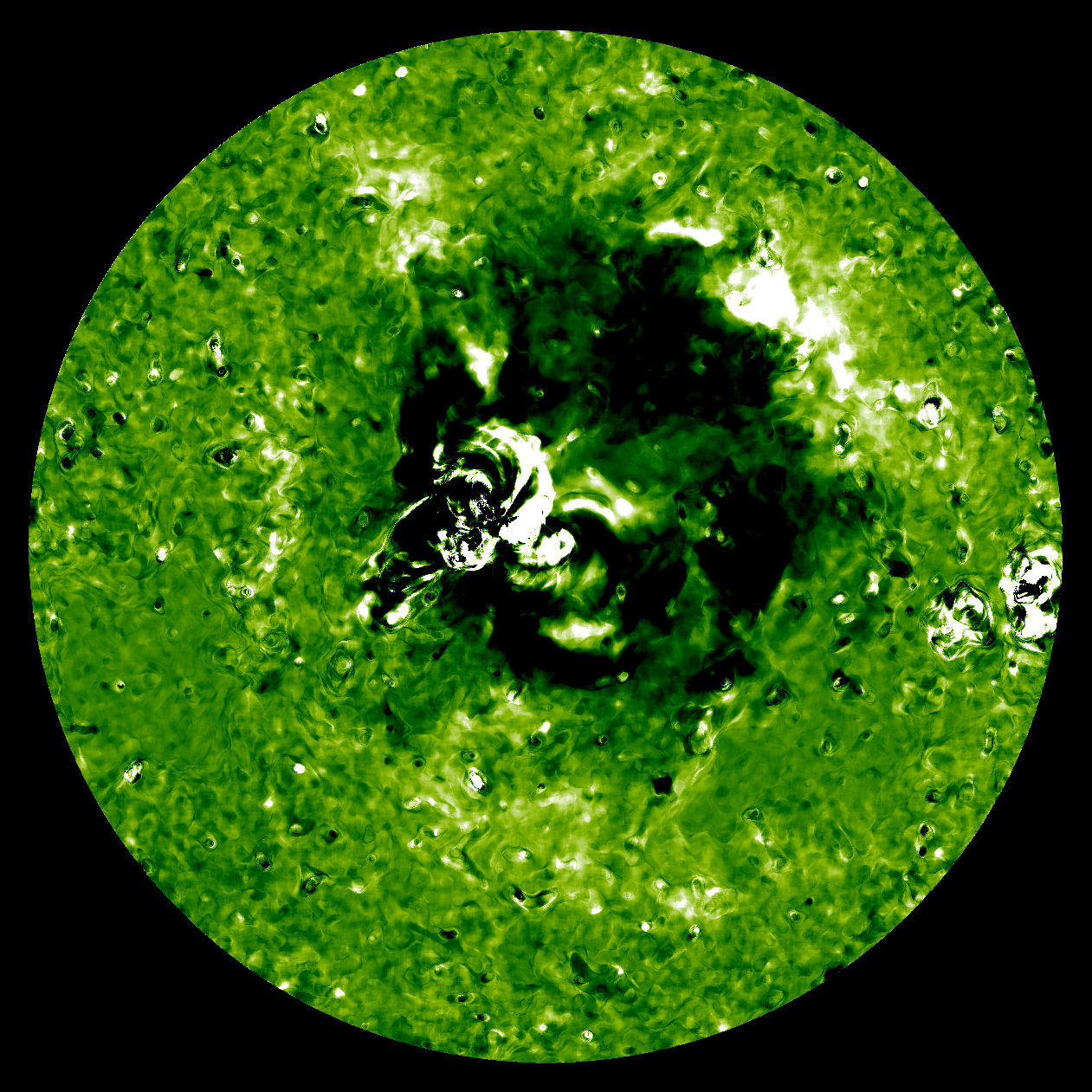
Tsunami solar

Una ona de Moreton és la petjada cromosfèrica deixada per una ona de xoc a gran escala de la corona solar. A vegades s'ha descrit com un tipus de Tsunami, Es generen per erupcions solars. Deuen el seu nom a l'astrònom americà Gail Moreton, del Lockheed Solar Observatory de Burbank que les descobrí el 1959. Les descobrí en una fotografia a intèrvals de la cromosfera a la llum de la transició alfa de Balmer.
Durant dècades hi hagué pocs estudis fins que el 1995 es llançà el Solar and Heliospheric Observatory per observar les ones coronals, que causen les ones de Moreton. El EIT de la sonda SOHO en descobrí un altre tipus d'ona anomenat ona EIT.) L'existència de les ones de Moreton, també conegudes com a ones MHD de mode ràpid ha estat confirmada per les dues sondes STEREO. Les sondes observaren una ona alta de 100.00 km de plasma calent i magnetisme, movent-se a 250 km/segon, conjuntament amb una gran ejecció de massa coronal al febrer de 2009.
Les ones de Moreton es propaguen a velocitats entre els waves 500 i els 1.500 km/s. Yutaka Uchida interpretà les ones de Moreton com a ones de xoc MHD de mode ràpid propagant-se en la corona. Les relaciona amb esclats de ràdio de tipus II, que són descàrregues d'ones de ràdia creades quan les ejeccions de massa coronal acceleren els xocs.
Les ones de Moreton es poden observar principalemtn en la banda Hα.